# حارة الزراعة (أحور)
الزراعة هي إحدى حارات حي مايو بمدينة أحور التابعة لمحافظة أبين، بلغ تعداد سكانها 681 نسمة حسب تعداد اليمن لعام 2004.